# Академическая гребля на летних Олимпийских играх 1952
Соревнования по академической гребле на летних Олимпийских играх 1952 года прошли с 20 по 23 июля в окрестностях Хельсинки в Мейлахти. В соревнованиях принимали участие только мужчины. Медали разыгрывались в 7 дисциплинах. Во всех видах программы были представлены спортсмены из США, СССР, Италии и Финляндии. Гребцы из Великобритании, Франции и Дании участвовали в шести дисциплинах.

## Общий медальный зачёт
| Место | Страна       | Золото | Серебро | Бронза | Всего |
| ----- | ------------ | ------ | ------- | ------ | ----- |
| 1     | США          | 2      | 0       | 1      | 3     |
| 2     | СССР         | 1      | 2       | 0      | 3     |
| 3     | Франция      | 1      | 1       | 0      | 2     |
| 4     | Аргентина    | 1      | 0       | 0      | 1     |
| 4     | Югославия    | 1      | 0       | 0      | 1     |
| 4     | Чехословакия | 1      | 0       | 0      | 1     |
| 5     | Швейцария    | 0      | 1       | 1      | 2     |
| 5     | Австралия    | 0      | 1       | 1      | 2     |
| 6     | Бельгия      | 0      | 1       | 0      | 1     |
| 6     | Германия     | 0      | 1       | 0      | 1     |
| 7     | Польша       | 0      | 0       | 1      | 1     |
| 7     | Уругвай      | 0      | 0       | 1      | 1     |
| 7     | Дания        | 0      | 0       | 1      | 1     |
| 7     | Финляндия    | 0      | 0       | 1      | 1     |

## Медалисты
| Дисциплина                      | Золото | Серебро | Бронза |
| ------------------------------- | --- | --- | --- |
| Одиночки                        | Юрий Тюкалов СССР | Мервин Вуд Австралия | Теодор Коцерка Польша |
| Двойки парные                   | Аргентина · Транкило Каппоццо · Эдуардо Герреро | СССР · Георгий Жилин · Игорь Емчук | Уругвай · Мигель Сейхас · Хуан Родригес |
| Двойки распашные без рулевого   | США · Чарли Логг · Томас Прайс | Бельгия · Мишель Кнуйсен · Роберт Баетенс | Швейцария · Курт Шмид · Ханс Кальт |
| Двойки распашные с рулевым      | Франция · Раймон Салль · Гастон Мерсье · Бернар Маливуар (рулевой)                                                                                           | Германия · Хайнц Манхен · Хельмут Хайнхольд · Хельмут Нолль (рулевой) | Дания · Свенд Ове Петерсен · Поуль Свеннсен · Юрген Францен (рулевой)                                                                                                  |
| Четвёрки распашные без рулевого | Югославия · Дуе Боначич · Велимир Валента · Мате Троянович · Петар Шегвич                                                                                    | Франция · Пьер Блондьо · Жан-Жак Гиссар · Марк Буассу · Роже Готье | Финляндия · Вейкко Ломми · Кауко Вахлстен · Ойва Ломми · Лаури Невалайнен                                                                                              |
| Четвёрки распашные с рулевым    | Чехословакия · Карел Мейта · Иржи Гавлис · Ян Йиндра · Станислав Луск · Мирослав Коранда                                                                     | Швейцария · Рико Бьянки · Карл Вайдман · Хайнрих Шеллер · Эмиль Эсс · Вальтер Лайзер                                                                                         | США · Карл Ловстед · Элвин Албриксон · Ричард Уолстром · Мэтт Линдерсон · Альберт Росси                                                                                |
| Восьмёрки                       | США · Фрэнк Шекспир · Уильям Филдс · Джеймс Данбар · Ричард Мерфи · Роберт Детвейлер · Генри Проктор · Уэйн Фрай · Эдвард Стивенс · Чарльз Мэнринг (рулевой) | СССР · Слава Амирагов · Леонид Гиссен · Евгений Самсонов · Владимир Крюков · Евгений Браго · Владимир Родимушкин · Алексей Комаров · Игорь Борисов · Игорь Поляков (рулевой) | Австралия · Дэвид Андерсон · Филипп Кейзер · Эрнест Чепмен · Мервин Финлэй · Нимрод Гринвуд · Эдвард Пэйн · Роберт Тиннинг · Джеффри Уильямсон · Том Чесселл (рулевой) |